# Турмалина (Минас-Жерайс)
Турмалина (порт. Turmalina)  —  муниципалитет в Бразилии, входит в штат Минас-Жерайс. Составная часть мезорегиона Жекитиньонья. Входит в экономико-статистический  микрорегион Капелинья. Население составляет 22 672 человека на 1999 год. Занимает площадь 1153,086 км². Плотность населения — 16,5 чел./км².

## История
Город основан 1 января 1949 года.

## Статистика
- Валовой внутренний продукт на 2003 год составляет 41 363 180,00 реалов (данные: Бразильский институт географии и статистики).
- Валовой внутренний продукт на душу населения на 2003 год составляет 2535,60 реалов (данные: Бразильский институт географии и статистики).
- Индекс развития человеческого потенциала на 2000 год составляет 0,705 (данные: Программа развития ООН).

## География
Климат местности: тропический умеренный.